# Parafia św. Bartłomieja Apostoła w Rajkowach
Parafia Świętego Bartłomieja Apostoła w Rajkowach – parafia rzymskokatolicka, znajdująca się w diecezji pelplińskiej, w dekanacie Pelplin.